# Кюбжак-Овезер-Валь-д'Ан
Кюбжак-Овезер-Валь-д'Ан (фр. Cubjac-Auvézère-Val d'Ans) — муніципалітет у Франції, у регіоні Нова Аквітанія, департамент Дордонь. Кюбжак-Овезер-Валь-д'Ан утворено 1 січня 2017 року шляхом злиття муніципалітетів Кюбжак, Ла-Буассєр-д'Ан i Сен-Панталі-д'Ан. Адміністративним центром муніципалітету є Кюбжак. Населення — 1104 особи (01.01.2021).